# Liste der Orte in der Türkischen Republik Nordzypern
Dies ist eine Liste der Ortschaften in der Türkischen Republik Nordzypern
Die Orte in dieser Liste gliedern sich nach den Distrikten der nur von der Türkei anerkannten Türkischen Republik Nordzypern.

## Distrikt Gazimağusa
| Name (türkisch) | Name (griechisch)      |
| --------------- | ---------------------- |
| Adaçay          | Melanarka              |
| Ağıllar         | Mandres                |
| Akdoğan         | Lysi                   |
| Akova           | Gypsou                 |
| Alaniçi         | Peristerona            |
| Altınova        | Agios Iakovo           |
| Andamı          | Artemi                 |
| Ardahan         | Ardana                 |
| Aslanköy        | Angastina              |
| Atlılar         | Aloa                   |
| Aygün           | Agios Georgios         |
| Bahçele         | Perivolia tou Trikomou |
| Balalan         | Patanissos             |
| Beyarmudu       | Pergamos               |
| Boğaz           | Bogazi                 |
| Çamlıca         | Goufes                 |
| Çayönü          | Kalopsida              |
| Çınarlı         | Platani                |
| Dörtyöl         | Prastio                |
| Düzce           | Achna                  |
| Ergazi          | Ovgoros                |
| Ergenekon       | Agios Chartion         |
| Esenköy         | Kilanemos              |
| Gaziköy         | Afania                 |
| Gazimağusa      | Ammochostos/Famagusta  |
| Geçitkale       | Lefkoniko              |
| Gelincik        | Vasili                 |
| Gönendere       | Knodara                |
| Görneç          | Kornokipos             |
| Güvercinlik     | Acheritou              |
| İncirli         | Makrasyka              |
| İnönü/Sinde     | Sinta                  |
| Kaplıca         | Davlos                 |
| Kilitkaya       | Kridia                 |
| Korkuteli       | Gaidouras              |
| Köprülü         | Kouklia                |
| Kurtuluş        | Avgolida               |
| Kurudere        | Mousoulita             |
| Mormenekşe      | Limnia                 |
| Muratağa        | Maratha                |
| Mutluyaka       | Stylli                 |
| Nergizli        | Genagra                |
| Paşaköy         | Assia                  |
| Pirhan          | Pyrga                  |
| Pınarlı         | Vitsada                |
| Sandallar       | Santalaris             |
| Serdarlı        | Kiados                 |
| Sütlüce         | Psyllatos              |
| Taşlıca         | Neta                   |
| Tatlısu         | Akanthou               |
| Tirmen          | Trypimeni              |
| Tumalar         | Gerani                 |
| Turunçlu        | Strongylos             |
| Tuzla           | Enkomi                 |
| Tuzluca         | Patriki                |
| Türkmenköy      | Kontea                 |
| Ulukışla        | Marathovounos          |
| Vadili          | Vatili                 |
| Yamaçköy        | Agios Nikolaos         |
| Yarköy          | Agios Ilias            |
| Yeniboğaziçi    | Agios Sergios          |
| Yıldırım        | Millia                 |
| Zeybekköy       | Agios Efstathios       |

## Distrikt Girne
| Name (türkisch)  | Name (griechisch) |
| ---------------- | ----------------- |
| Ağırdağ          | Agirta            |
| Akçiçek          | Sysklipos         |
| Akdeniz          | Agia Irini        |
| Alemdağ          | Agridaki          |
| Alsancak         | Karavas           |
| Arapköy          | Kepini            |
| Aşağıdikmen      | Kato Dikomo       |
| Aşağıtaşkent     | Sikhari           |
| Bahçeli          | Kalogrea          |
| Beşparmak        | Trapeza           |
| Beşparmak Tepesi | Pentadaktylos     |
| Beylerbeyi       | Bellapais         |
| Çamlıbel         | Myrtou            |
| Çatalköy         | Agios Epiktios    |
| Dağyolu          | Fota              |
| Doğanköy         | Thermia           |
| Edremit          | Trimithi          |
| Esentepe         | Agios Amvrosios   |
| Geçitköy         | Panagra           |
| Girne            | Kerinia/Kyrenia   |
| Göçeri           | Pileri            |
| Güngör           | Koutoventis       |
| Hisarköy         | Kampyli           |
| Ilgaz            | Ftericha          |
| İncesu           | Motides           |
| Karakum          | Karakoumi         |
| Karaman          | Karmi             |
| Karpaşa          | Karpasia          |
| Karaağaç         | Charchia          |
| Karaoğlanoğlu    | Agios Georgios    |
| Karşıyaka        | Vasilia           |
| Kayalar          | Oga               |
| Kılıçaslan       | Kontemenos        |
| Koruçam/Kormacit | Kormakitis        |
| Kozan            | Larnakas          |
| Kömürcü          | Komurcu           |
| Lapta            | Lapithos          |
| Malatya          | Paleosofos        |
| Ozanköy          | Kafazani          |
| Özhan            | Asomatos          |
| Pınarbaşı        | Krini             |
| Sadrazamköy      | Livera            |
| Şinnevler        | Agios Ermolaos    |
| Tepebaşı         | Diorios           |
| Yeşiltepe        | Elia              |
| Yukarıdikmen     | Pano Dikomo       |
| Yukarıtaşkent    | Vouno             |
| Zeytinlik        | Templos           |

## Distrikt Güzelyurt
| Name (türkisch) | Name (griechisch)  |
| --------------- | ------------------ |
| Akçay           | Argaki             |
| Aşağıbostancı   | Kato Zodia         |
| Aydınköy        | Prastio            |
| Bademli         | Loutros            |
| Bağlıköy        | Ampelikou          |
| Cengizköy       | Peristeronari      |
| Denizli         | Xeros              |
| Doğancı         | Elia               |
| Erenköy         | Kokkina            |
| Gaziveren       | Kazivera           |
| Gemikonağı      | Karavostasi        |
| Günebakan       | Ammadies           |
| Güneşköy        | Nikitas            |
| Güzelyurt       | Morfou             |
| Kalkanlı        | Kapouti            |
| Lefke           | Lefka              |
| Mevlevi         | Kyra               |
| Ömerli          | Galini             |
| Şirinköy        | Varisa             |
| Taşköy          | Petra              |
| Taşpınar        | Angolemi           |
| Yayla           | Syrianochori       |
| Yedidalga       | Potamos tou Kampou |
| Yeşilırmak      | Limnitis           |
| Yeşilyurt       | Pentagia           |
| Yukarıbostancı  | Pano Zodia         |
| Zümrütköy       | Kato Kopia         |

## Distrikt İskele
| Name (türkisch) | Name (griechisch) |
| --------------- | ----------------- |
| Avtepe          | Agios Symeon      |
| Bafra           | Vokolida          |
| Balalan         | Planadinissa      |
| Boğaziçi        | Lapathos          |
| Boğaztepe       | Monagra           |
| Boltaşlı        | Lythragkomi       |
| Büyükkonuk      | Komi Kebir        |
| Çayırova        | Aytotoro          |
| Derince         | Vathylakas        |
| Dipkarpaz       | Rizokarpaso       |
| İskele          | Trikomo           |
| Kaleburnu       | Galinoporni       |
| Kalecik         | Gastria           |
| Kumyalı         | Koma tou Gialou   |
| Kuruova         | Koroveia          |
| Kuzucuk         | Arnadi            |
| Mallıdağ        | Melounta          |
| Mehmetçik       | Galatia           |
| Mersinlik       | Flamoudi          |
| Ötüken          | Spathariko        |
| Pamuklu         | Tavros            |
| Sazlıköy        | Livadia           |
| Sipahi          | Agia Trias        |
| Sınırüstü       | Singrasi          |
| Topçuköy        | Agios Andronikos  |
| Yedikonuk       | Eptakomi          |
| Yeni Erenköy    | Gialousa/Yialousa |
| Yeşilköy        | Agios Andronikos  |
| Ziyamet         | Leonarisso        |

## Distrikt Lefkoşa
| Name (türkisch)  | Name (griechisch)  |
| ---------------- | ------------------ |
| Akıncılar        | Louroukina         |
| Alayköy          | Gerolakkos         |
| Balıkesir        | Palekythro         |
| Beyköy           | Beykoy             |
| Cihangir         | Epichio            |
| Çamlıköy         | Kalo Chorio        |
| Çukurova         | Kourou Monastiri   |
| Değirmenlik      | Kythrea            |
| Demirhan         | Trachoni           |
| Dilekkaya        | Agyia Kepir (Agia) |
| Düzova           | Exo Metochi        |
| Ercan Havalimanı | Aerodromio Tymbou  |
| Erdemli          | Tremetousia        |
| Gayretköy        | Avlona             |
| Gaziler          | Pyrogi             |
| Gökhan           | Voni               |
| Gönyeli          | Kioneli            |
| Gürpınar         | Agia Marina        |
| Hamitköy         | Mandres            |
| Haspolat         | Mia Milia          |
| Kalavaç          | Kalyvakia          |
| Kanlıköy         | Kanli              |
| Kırklar          | Tymbou             |
| Kırıkkale        | Melousia           |
| Lefke            | Lefka              |
| Lefkoşa          | Lefkosia           |
| Meriç            | Mora               |
| Minareliköy      | Neo Chorio         |
| Ortaköy          | Ortakoy            |
| Serhatköy        | Fyllia             |
| Şahinler         | Masari             |
| Türkeli          | Agios Vasilios     |
| Yeniceköy        | Petra tou Digeni   |
| Yiğitler         | Arsos              |
| Yılmazköy        | Skylloura          |
| Yukarıyeşilırmak | Xerovounos         |